# Tournoi masculin de basket-ball à trois aux Jeux olympiques d'été de 2020
Cet article traite de l'épreuve masculine. Pour la compétition féminine, voir Tournoi féminin de basket-ball à trois aux Jeux olympiques d'été de 2020.
Cet article traite de l'épreuve de basket-ball à trois. Pour la compétition à cinq, voir Tournoi masculin de basket-ball aux Jeux olympiques d'été de 2020.
Navigation
Paris 2024
Le tournoi masculin de basket-ball à trois aux Jeux olympiques d'été de 2020 se tient à Tokyo, au Japon, du 25 juillet 2020 au 29 juillet 2020.

## Préparation de l'événement

### Lieu de la compétition
Le tournoi masculin de basket-ball à trois se déroule dans la Aomi Urban Sports Park de Tokyo.

### Calendrier
| P | 1er tour | ¼ | Quarts de finale | ½ | Demi-finales | B | Match pour la médaille de bronze | F | Finale |

| Ven 24 | Sam 25 | Dim 26 | Lun 27 | Lun 27 | Mar 28 | Mar 28 | Mar 28 |
| ------ | ------ | ------ | ------ | ------ | ------ | ------ | ------ |
| P      | P      | P      | P      | ¼      | ½      | B      | F      |

## Acteurs du tournoi

### Équipes qualifiées
| Compétition                         | Places | Lieu     | Date               | Qualifiés                              |
| ----------------------------------- | ------ | -------- | ------------------ | -------------------------------------- |
| Ranking                             | 4      | Japon    | 1er novembre 2019  | Serbie (1) ROC (2) Chine (3) Japon (9) |
| Tournoi de qualification olympique  | 3      | Autriche | 26-30 mai 2021     | Pays-Bas (7) Lettonie (8) Pologne (12) |
| Tournoi olympique de l'universalité | 1      | Hongrie  | 4-6 juin 2021      | Belgique (14)                          |
| Total                               | 8      | Japon    | 25-29 juillet 2020 |                                        |

### Arbitres
La Fédération internationale de basket-ball a sélectionné 12 arbitres pour les deux tournois masculin et féminin :
| - Vanessa Devlin - Shi Qirong - Su Yu-yen - Sara El-Sharnouby - Edmond Ho - Cecília Tóth | - Marek Maliszewski - Vlad Ghizdareanu - Ievgueni Ostrovski - Jasmina Juras - Markos Michaelides - Glenn Tuitt |

### Joueurs
Chaque nation participante doit présenter un effectif de 4 joueurs. Parmi eux, au moins 2 joueurs doivent être dans leur top 10 national. Tous les joueurs doivent avoir au minimum 18 ans au début de la compétition.
| Belgique                                                   | Chine                                   | Japon                                                 | Lettonie                                                  | Pays-Bas                                                      | Pologne                                                        | Serbie                                                        | ROC                                                           |
| Rafael Bogaerts Nick Celis Thierry Mariën Thibaut Vervoort | Hu Jinqiu Gao Shiyan Li Haonan Yan Peng | Ira Brown Tomoya Ochiai Keisei Tominaga Ryuto Yasuoka | Agnis Čavars Edgars Krūmiņš Kārlis Lasmanis Nauris Miezis | Ross Bekkering Dimeo van der Horst Arvin Slagter Jessey Voorn | Paweł Pawłowski Szymon Rduch Przemysław Zamojski Michael Hicks | Dušan Bulut Dejan Majstorović Aleksandar Ratkov Mihailo Vasić | Ilia Karpenkov Kirill Pisklov Stanislav Sharov Alexander Zuev |

## Premier tour

### Format de la compétition
Les huit équipes sont réunies en une poule unique. Chaque équipe rencontre les sept autres une fois. À la fin des matchs de poule, les six meilleures équipes se qualifient pour le tournoi final à élimination directe : les deux premières équipes pour les demi-finales, les quatre suivantes jouent des quarts de finale.
| Légende                            |
| ---------------------------------- |
| Qualifié pour les demi-finales     |
| Qualifié pour les quarts de finale |
| Éliminé du tournoi olympique       |

### Classement
| Rang | Équipe   | %   | J | G | P | Pp  | Moy. |
| ---- | -------- | --- | - | - | - | --- | ---- |
| 1    | Serbie   | 100 | 7 | 7 | 0 | 138 | 19,7 |
| 2    | Belgique | 57  | 7 | 4 | 3 | 126 | 18   |
| 3    | Lettonie | 57  | 7 | 4 | 3 | 129 | 18,4 |
| 4    | Pays-Bas | 57  | 7 | 4 | 3 | 132 | 18,9 |
| 5    | ROC      | 43  | 7 | 3 | 4 | 116 | 16,6 |
| 6    | Japon    | 29  | 7 | 2 | 5 | 123 | 17,6 |
| 7    | Pologne  | 29  | 7 | 2 | 5 | 120 | 17,1 |
| 8    | Chine    | 29  | 7 | 2 | 5 | 119 | 17   |

Règles de départage : 1) Victoires; 2) Confrontations directes; 3) Points marqués.

### Matchs
| 24 juillet 2021 11 h 35 (UTC+09:00) | Rapport | Pologne  | 14–21  | Lettonie  |  | Parc des sports urbains d'Aomi, Tokyo Arbitres : Markos Michaelides Edmond Ho |
| 24 juillet 2021 11 h 35 (UTC+09:00) | Rapport | Hicks, 8 | Points | Miezis, 7 |  | Parc des sports urbains d'Aomi, Tokyo Arbitres : Markos Michaelides Edmond Ho |

| 24 juillet 2021 12 h 00 (UTC+09:00) | Rapport | Chine | 13–22  | Serbie            |  | Parc des sports urbains d'Aomi, Tokyo Arbitres : Marek Maliszewski Glenn Tuitt |
| 24 juillet 2021 12 h 00 (UTC+09:00) | Rapport | Hu, 6 | Points | Domović Bulut, 11 |  | Parc des sports urbains d'Aomi, Tokyo Arbitres : Marek Maliszewski Glenn Tuitt |

| 24 juillet 2021 15 h 00 (UTC+09:00) | Rapport | ROC      | 21–13  | Chine |  | Parc des sports urbains d'Aomi, Tokyo Arbitres : Glenn Tuitt Cecília Tóth |
| 24 juillet 2021 15 h 00 (UTC+09:00) | Rapport | Zuev, 12 | Points | Hu, 6 |  | Parc des sports urbains d'Aomi, Tokyo Arbitres : Glenn Tuitt Cecília Tóth |

| 24 juillet 2021 15 h 25 (UTC+09:00) | Rapport | Serbie   | 16–15  | Pays-Bas |  | Parc des sports urbains d'Aomi, Tokyo Arbitres : Edmond Ho Marek Maliszewski |
| 24 juillet 2021 15 h 25 (UTC+09:00) | Rapport | Vasić, 5 | Points | Voorn, 6 |  | Parc des sports urbains d'Aomi, Tokyo Arbitres : Edmond Ho Marek Maliszewski |

| 24 juillet 2021 18 h 40 (UTC+09:00) | Rapport | Lettonie     | 20–21  | Belgique     |  | Parc des sports urbains d'Aomi, Tokyo Arbitres : Edmond Ho Markos Michaelides |
| 24 juillet 2021 18 h 40 (UTC+09:00) | Rapport | Lasmanis, 11 | Points | Vervoort, 11 |  | Parc des sports urbains d'Aomi, Tokyo Arbitres : Edmond Ho Markos Michaelides |

| 24 juillet 2021 19 h 05 (UTC+09:00) | Rapport | Japon              | 19–20  | Pologne                | Ap | Parc des sports urbains d'Aomi, Tokyo Arbitres : Vlad Ghizdareanu Jasmina Juras |
| 24 juillet 2021 19 h 05 (UTC+09:00) | Rapport | Brown, Tominaga, 7 | Points | Pawłowski, Zamojski, 7 | Ap | Parc des sports urbains d'Aomi, Tokyo Arbitres : Vlad Ghizdareanu Jasmina Juras |

| 24 juillet 2021 22 h 00 (UTC+09:00) | Rapport | Pays-Bas         | 18–15  | ROC          |  | Parc des sports urbains d'Aomi, Tokyo Arbitres : Jasmina Juras Markos Michaelides |
| 24 juillet 2021 22 h 00 (UTC+09:00) | Rapport | van der Horst, 9 | Points | Karpenkov, 6 |  | Parc des sports urbains d'Aomi, Tokyo Arbitres : Jasmina Juras Markos Michaelides |

| 24 juillet 2021 22 h 25 (UTC+09:00) | Rapport | Belgique    | 16–18  | Japon      | Ap | Parc des sports urbains d'Aomi, Tokyo Arbitres : Vlad Ghizdareanu Su Yu-yen |
| 24 juillet 2021 22 h 25 (UTC+09:00) | Rapport | Bogaerts, 5 | Points | Yasuoka, 7 | Ap | Parc des sports urbains d'Aomi, Tokyo Arbitres : Vlad Ghizdareanu Su Yu-yen |

| 25 juillet 2021 11 h 35 (UTC+09:00) | Rapport | ROC          | 16–21  | Belgique           |  | Parc des sports urbains d'Aomi, Tokyo Arbitres : Vlad Ghizdareanu Cecília Tóth |
| 25 juillet 2021 11 h 35 (UTC+09:00) | Rapport | Karpenkov, 7 | Points | Celis, Vervoort, 7 |  | Parc des sports urbains d'Aomi, Tokyo Arbitres : Vlad Ghizdareanu Cecília Tóth |

| 25 juillet 2021 12 h 00 (UTC+09:00) | Rapport | Pologne      | 12–15  | Serbie   |  | Parc des sports urbains d'Aomi, Tokyo Arbitres : Evgeny Ostrovskiy Markos Michaelides |
| 25 juillet 2021 12 h 00 (UTC+09:00) | Rapport | Pawłowski, 4 | Points | Vasić, 5 |  | Parc des sports urbains d'Aomi, Tokyo Arbitres : Evgeny Ostrovskiy Markos Michaelides |

| 25 juillet 2021 15 h 00 (UTC+09:00) | Rapport | Chine  | 17–18  | Lettonie     |  | Parc des sports urbains d'Aomi, Tokyo Arbitres : Evgeny Ostrovskiy Vlad Ghizdareanu |
| 25 juillet 2021 15 h 00 (UTC+09:00) | Rapport | Hu, 12 | Points | Lasmanis, 11 |  | Parc des sports urbains d'Aomi, Tokyo Arbitres : Evgeny Ostrovskiy Vlad Ghizdareanu |

| 25 juillet 2021 15 h 25 (UTC+09:00) | Rapport | Serbie            | 21 –14 | Belgique    |  | Parc des sports urbains d'Aomi, Tokyo Arbitres : Markos Michaelides Cecília Tóth |
| 25 juillet 2021 15 h 25 (UTC+09:00) | Rapport | Domović Bulut, 13 | Points | Bogaerts, 6 |  | Parc des sports urbains d'Aomi, Tokyo Arbitres : Markos Michaelides Cecília Tóth |

| 25 juillet 2021 18 h 40 (UTC+09:00) | Rapport | ROC        | 16–21  | Pologne      |  | Parc des sports urbains d'Aomi, Tokyo Arbitres : Edmond Ho Jasmina Juras |
| 25 juillet 2021 18 h 40 (UTC+09:00) | Rapport | Pisklov, 6 | Points | Pawłowski, 8 |  | Parc des sports urbains d'Aomi, Tokyo Arbitres : Edmond Ho Jasmina Juras |

| 25 juillet 2021 19 h 05 (UTC+09:00) | Rapport | Japon        | 20–21  | Pays-Bas              |  | Parc des sports urbains d'Aomi, Tokyo Arbitres : Marek Maliszewski Vanessa Devlin |
| 25 juillet 2021 19 h 05 (UTC+09:00) | Rapport | Tominaga, 10 | Points | Bekkering, Slagter, 6 |  | Parc des sports urbains d'Aomi, Tokyo Arbitres : Marek Maliszewski Vanessa Devlin |

| 25 juillet 2021 22 h 00 (UTC+09:00) | Rapport | Pays-Bas         | 21–18  | Chine  |  | Parc des sports urbains d'Aomi, Tokyo Arbitres : Glenn Tuitt Jasmina Juras |
| 25 juillet 2021 22 h 00 (UTC+09:00) | Rapport | van der Horst, 8 | Points | Hu, 17 |  | Parc des sports urbains d'Aomi, Tokyo Arbitres : Glenn Tuitt Jasmina Juras |

| 25 juillet 2021 22 h 25 (UTC+09:00) | Rapport | Lettonie    | 21–18  | Japon       |  | Parc des sports urbains d'Aomi, Tokyo Arbitres : Edmond Ho Marek Maliszewski |
| 25 juillet 2021 22 h 25 (UTC+09:00) | Rapport | Lasmanis, 7 | Points | Tominaga, 9 |  | Parc des sports urbains d'Aomi, Tokyo Arbitres : Edmond Ho Marek Maliszewski |

| 26 juillet 2021 11 h 35 (UTC+09:00) | Rapport | Belgique     | 20–21  | Chine |  | Parc des sports urbains d'Aomi, Tokyo Arbitres : Marek Maliszewski Cecília Tóth |
| 26 juillet 2021 11 h 35 (UTC+09:00) | Rapport | Vervoort, 10 | Points | Hu, 9 |  | Parc des sports urbains d'Aomi, Tokyo Arbitres : Marek Maliszewski Cecília Tóth |

| 26 juillet 2021 12 h 00 (UTC+09:00) | Rapport | Serbie           | 21–11  | Japon      |  | Parc des sports urbains d'Aomi, Tokyo Arbitres : Edmond Ho Glenn Tuitt |
| 26 juillet 2021 12 h 00 (UTC+09:00) | Rapport | Domović Bulut, 7 | Points | Yasuoka, 8 |  | Parc des sports urbains d'Aomi, Tokyo Arbitres : Edmond Ho Glenn Tuitt |

| 26 juillet 2021 15 h 00 (UTC+09:00) | Rapport | Japon    | 16–19  | ROC        |  | Parc des sports urbains d'Aomi, Tokyo Arbitres : Glenn Tuitt Cecília Tóth |
| 26 juillet 2021 15 h 00 (UTC+09:00) | Rapport | Brown, 7 | Points | Pisklov, 7 |  | Parc des sports urbains d'Aomi, Tokyo Arbitres : Glenn Tuitt Cecília Tóth |

| 26 juillet 2021 15 h 25 (UTC+09:00) | Rapport | Lettonie         | 16–22  | Serbie          |  | Parc des sports urbains d'Aomi, Tokyo Arbitres : Edmond Ho Marek Maliszewski |
| 26 juillet 2021 15 h 25 (UTC+09:00) | Rapport | Trois joueurs, 5 | Points | Majstorović, 11 |  | Parc des sports urbains d'Aomi, Tokyo Arbitres : Edmond Ho Marek Maliszewski |

| 26 juillet 2021 18 h 40 (UTC+09:00) | Rapport | Pays-Bas  | 17–18  | Belgique     | Ap | Parc des sports urbains d'Aomi, Tokyo Arbitres : Markos Michaelides Evgeny Ostrovskiy |
| 26 juillet 2021 18 h 40 (UTC+09:00) | Rapport | Voorn, 10 | Points | Vertvoort, 7 | Ap | Parc des sports urbains d'Aomi, Tokyo Arbitres : Markos Michaelides Evgeny Ostrovskiy |

| 26 juillet 2021 19 h 05 (UTC+09:00) | Rapport | Pologne      | 19–21  | Chine  |  | Parc des sports urbains d'Aomi, Tokyo Arbitres : Vlad Ghizdareanu Jasmina Juras |
| 26 juillet 2021 19 h 05 (UTC+09:00) | Rapport | Pawłowski, 7 | Points | Hu, 12 |  | Parc des sports urbains d'Aomi, Tokyo Arbitres : Vlad Ghizdareanu Jasmina Juras |

| 26 juillet 2021 22 h 00 (UTC+09:00) | Rapport | ROC     | 19–15  | Lettonie    |  | Parc des sports urbains d'Aomi, Tokyo Arbitres : Vlad Ghizdareanu Jasmina Juras |
| 26 juillet 2021 22 h 00 (UTC+09:00) | Rapport | Zuev, 7 | Points | Lasmanis, 6 |  | Parc des sports urbains d'Aomi, Tokyo Arbitres : Vlad Ghizdareanu Jasmina Juras |

| 26 juillet 2021 22 h 25 (UTC+09:00) | Rapport | Pays-Bas                    | 22–20  | Pologne  | Ap | Parc des sports urbains d'Aomi, Tokyo Arbitres : Markos Michaelides Evgeny Ostrovskiy |
| 26 juillet 2021 22 h 25 (UTC+09:00) | Rapport | Bekkering, van der Horst, 6 | Points | Hicks, 8 | Ap | Parc des sports urbains d'Aomi, Tokyo Arbitres : Markos Michaelides Evgeny Ostrovskiy |

| 27 juillet 2021 14 h 40 (UTC+09:00) | Rapport | Belgique     | 16–14  | Pologne  |  | Parc des sports urbains d'Aomi, Tokyo Arbitres : Edmond Ho Vlad Ghizdareanu |
| 27 juillet 2021 14 h 40 (UTC+09:00) | Rapport | Vervoort, 11 | Points | Hicks, 8 |  | Parc des sports urbains d'Aomi, Tokyo Arbitres : Edmond Ho Vlad Ghizdareanu |

| 27 juillet 2021 15 h 05 (UTC+09:00) | Rapport | Chine  | 16–21  | Japon                |  | Parc des sports urbains d'Aomi, Tokyo Arbitres : Markos Michaelides Jasmina Juras |
| 27 juillet 2021 15 h 05 (UTC+09:00) | Rapport | Gao, 8 | Points | Tominaga, Yasuoka, 8 |  | Parc des sports urbains d'Aomi, Tokyo Arbitres : Markos Michaelides Jasmina Juras |

| 27 juillet 2021 18 h 00 (UTC+09:00) | Rapport | Serbie   | 21–10  | ROC          |  | Parc des sports urbains d'Aomi, Tokyo Arbitres : Markos Michaelides Cecília Tóth |
| 27 juillet 2021 18 h 00 (UTC+09:00) | Rapport | Vasić, 8 | Points | Karpenkov, 5 |  | Parc des sports urbains d'Aomi, Tokyo Arbitres : Markos Michaelides Cecília Tóth |

| 27 juillet 2021 18 h 25 (UTC+09:00) | Rapport | Lettonie  | 22–18  | Pays-Bas         |  | Parc des sports urbains d'Aomi, Tokyo Arbitres : Edmond Ho Jasmina Juras |
| 27 juillet 2021 18 h 25 (UTC+09:00) | Rapport | Miezis, 9 | Points | van der Horst, 8 |  | Parc des sports urbains d'Aomi, Tokyo Arbitres : Edmond Ho Jasmina Juras |

## Phase finale

### Tableau
|  | Quarts de finale | Quarts de finale | Quarts de finale | Quarts de finale |                               |                               | Demi-finales                  | Demi-finales                  | Demi-finales | Demi-finales |        |        | Finale | Finale | Finale | Finale |
|  |                  |                  |                  |                  |                               |                               |                               |                               |              |              |        |        |        |        |        |        |
|  |                  |                  |                  |                  |                               |                               |                               |                               |              |              |        |        |        |        |        |        |
|  |                  |                  |                  |                  |                               |                               |                               |                               |              |              |        |        |        |        |        |        |
|  |                  |                  |                  |                  |                               |                               |                               |                               |              |              |        |        |        |        |        |        |
|  |                  |                  |                  |                  |                               |                               |                               |                               |              |              |        |        |        |        |        |        |
|  |                  |                  |                  |                  |                               |                               |                               |                               |              |              |        |        |        |        |        |        |
|  | 1er              | Serbie           | 10               | 10               |                               |                               |                               |                               |              |              |        |        |        |        |        |        |
|  | 1er              | Serbie           | 10               | 10               |                               |                               |                               |                               |              |              |        |        |        |        |        |        |
|  |                  |                  | 5e               | ROC              | 21                            | 21                            |                               |                               |              |              |        |        |        |        |        |        |
|  | 4e               | Pays-Bas         | 5e               | ROC              | 21                            | 21                            | 19                            | 19                            |              |              |        |        |        |        |        |        |
|  | 4e               | Pays-Bas         |                  |                  |                               |                               |                               | 19                            |              |              |        |        |        |        |        |        |
|  | 5e               | ROC              | 21               | 21               |                               |                               |                               |                               |              |              |        |        |        |        |        |        |
|  | 5e               | ROC              | 21               | 21               | ROC                           | ROC                           | 18                            | 18                            |              |              |        |        |        |        |        |        |
|  |                  |                  |                  |                  | ROC                           | ROC                           | 18                            | 18                            |              |              |        |        |        |        |        |        |
|  |                  |                  | Lettonie         | Lettonie         | 21                            | 21                            |                               |                               |              |              |        |        |        |        |        |        |
|  |                  |                  |                  |                  | 21                            | 21                            |                               |                               |              |              |        |        |        |        |        |        |
|  |                  |                  |                  |                  |                               |                               |                               |                               |              |              |        |        |        |        |        |        |
|  |                  |                  |                  |                  |                               |                               |                               |                               |              |              |        |        |        |        |        |        |
|  | 2e               | Belgique         | 8                | 8                | Match pour la troisième place | Match pour la troisième place | Match pour la troisième place | Match pour la troisième place |              |              |        |        |        |        |        |        |
|  | 2e               | Belgique         | 8                | 8                | Match pour la troisième place | Match pour la troisième place | Match pour la troisième place | Match pour la troisième place |              |              |        |        |        |        |        |        |
|  |                  |                  | 3e               | Lettonie         | 21                            | 21                            |                               |                               |              |              |        |        |        |        |        |        |
|  | 3e               | Lettonie         | 3e               | Lettonie         | 21                            | 21                            | 21                            | 21                            |              |              |        |        |        |        |        |        |
|  | 3e               | Lettonie         |                  |                  |                               |                               |                               | 21                            |              |              | Serbie | Serbie | 21     | 21     |        |        |
|  | 6e               | Japon            | 18               | 18               |                               |                               |                               |                               |              |              | Serbie | Serbie | 21     | 21     |        |        |
|  | 6e               | Japon            | 18               | 18               | Belgique                      | Belgique                      | 10                            | 10                            |              |              |        |        |        |        |        |        |
|  |                  |                  |                  |                  |                               |                               |                               |                               |              |              |        |        |        |        |        |        |

### Quarts de finale
| 27 juillet 2021 21 h 00 (UTC+09:00) | Rapport | Pays-Bas         | 19–21  | ROC     |  | Parc des sports urbains d'Aomi, Tokyo Arbitres : Edmond Ho Markos Michaelides |
| 27 juillet 2021 21 h 00 (UTC+09:00) | Rapport | van der Horst, 8 | Points | Zuev, 9 |  | Parc des sports urbains d'Aomi, Tokyo Arbitres : Edmond Ho Markos Michaelides |

| 27 juillet 2021 22 h 20 (UTC+09:00) | Rapport | Lettonie   | 21–18  | Japon       |  | Parc des sports urbains d'Aomi, Tokyo Arbitres : Jasmina Juras Marek Maliszewski |
| 27 juillet 2021 22 h 20 (UTC+09:00) | Rapport | Krūmiņš, 9 | Points | Tominaga, 8 |  | Parc des sports urbains d'Aomi, Tokyo Arbitres : Jasmina Juras Marek Maliszewski |

### Demi-finales
| 28 juillet 2021 17 h 30 (UTC+09:00) | Rapport | Serbie           | 10–21  | ROC      |  | Parc des sports urbains d'Aomi, Tokyo Arbitres : Marek Maliszewski Markos Michaelides |
| 28 juillet 2021 17 h 30 (UTC+09:00) | Rapport | Domović Bulut, 5 | Points | Zuev, 11 |  | Parc des sports urbains d'Aomi, Tokyo Arbitres : Marek Maliszewski Markos Michaelides |

| 28 juillet 2021 18 h 40 (UTC+09:00) | Rapport | Belgique    | 8–21   | Lettonie    |  | Parc des sports urbains d'Aomi, Tokyo Arbitres : Edmond Ho Markos Michaelides |
| 28 juillet 2021 18 h 40 (UTC+09:00) | Rapport | Vervoort, 5 | Points | Lasmanis, 9 |  | Parc des sports urbains d'Aomi, Tokyo Arbitres : Edmond Ho Markos Michaelides |

### Troisième place
| 28 juillet 2021 21 h 15 (UTC+09:00) | Rapport | Serbie           | 21–10  | Belgique    |  | Parc des sports urbains d'Aomi, Tokyo Arbitres : Edmond Ho Marek Maliszewski |
| 28 juillet 2021 21 h 15 (UTC+09:00) | Rapport | Domović Bulut, 7 | Points | Vervoort, 5 |  | Parc des sports urbains d'Aomi, Tokyo Arbitres : Edmond Ho Marek Maliszewski |

### Finale
| 28 juillet 2021 22 h 25 (UTC+09:00) | Rapport | ROC          | 18–21  | Lettonie     |  | Parc des sports urbains d'Aomi, Tokyo Arbitres : Jasmina Juras Markos Michaelides |
| 28 juillet 2021 22 h 25 (UTC+09:00) | Rapport | Karpenkov, 7 | Points | Lasmanis, 10 |  | Parc des sports urbains d'Aomi, Tokyo Arbitres : Jasmina Juras Markos Michaelides |

## Statistiques et récompenses

### Classements
| Rang | Équipe   | J  | V | D | PP  | Moy. | %  | Statut                        |
| ---- | -------- | -- | - | - | --- | ---- | -- | ----------------------------- |
| 1    | Lettonie | 10 | 7 | 3 | 193 | 19,3 | 70 | Vainqueur de la finale        |
| 2    | ROC      | 10 | 5 | 5 | 176 | 17,6 | 50 | Perdant de la finale          |
| 3    | Serbie   | 9  | 8 | 1 | 169 | 18,8 | 89 | Vainqueur de la petite finale |
| 4    | Belgique | 9  | 4 | 5 | 144 | 16   | 44 | Perdant de la petite finale   |
| 5    | Pays-Bas | 8  | 4 | 4 | 151 | 18,9 | 50 | Éliminé en quart de finale    |
| 6    | Japon    | 8  | 2 | 6 | 141 | 17,6 | 25 | Éliminé en quart de finale    |
| 7    | Pologne  | 7  | 2 | 5 | 120 | 17,1 | 29 | Éliminé au premier tour       |
| 8    | Chine    | 7  | 2 | 5 | 119 | 17   | 29 | Éliminé au premier tour       |